# Borbjerg
Borbjerg es una localidad situada en el municipio de Holstebro, en la región de Jutlandia Central (Dinamarca), con una población estimada a principios de 2012 de unos 393 habitantes.
Se encuentra ubicada en el centro-oeste de la península de Jutlandia, al oeste de la ciudad de Aarhus y cerca de la península de Salling y la costa del mar del Norte.